# Mont-Dol
Mont-Dol är en kommun i departementet Ille-et-Vilaine i regionen Bretagne i nordvästra Frankrike. Kommunen ligger i kantonen Dol-de-Bretagne som tillhör arrondissementet Saint-Malo. År 2022 hade Mont-Dol 1 076 invånare.

## Befolkningsutveckling
Antalet invånare i kommunen Mont-Dol
Referens:INSEE